# Hugo Sohnle
Hugo Sohnle (* 15. März 1864 in Ludwigsburg; † 25. Dezember 1938 in Stuttgart-Degerloch) war ein deutscher Tierarzt.

## Leben
Hugo Sohnle studierte an der Königlichen Thierarznei-Schule Stuttgart. 1884 wurde er Mitglied der Nicaria Stuttgart, des späteren Corps Saxo-Thuringia München. war er sowohl wissenschaftlich als auch als praktischer Tierarzt tätig. 1901 wurde er als Nachfolger von Wilhelm Zipperlen zum Professor für Tierheilkunde der Landwirtschaftlichen Akademie Hohenheim berufen. Von 1924 bis 1925 war er Rektor der Landwirtschaftlichen Hochschule Hohenheim. 1931 wurde er emeritiert.
Sohnle galt als profunder Pferdeexperte. Seine Arbeiten über die Fohlenseuche und andere infektiöse Aufzuchterkrankungen wurden als bahnbrechend angesehen.

## Auszeichnungen
- Ehrendoktor der Tierärztlichen Hochschule Stuttgart

## Schriften
- Untersuchnngen über Fohlenlähme. In: Monatshefte für praktische Thierheilkunde, 1901, Heft 12, S. 337–367.
- Hippologische, veterinärmedizinische und biologische Beiträge zur württembergischen Pferdezucht – Festschrift zur 88. Jahresfeier der Königlichen Württembergischen Landwirtschaftlichen Hochschule Hohenheim, 1906